# نویفراونهوفن
نویفراونهوفن (به آلمانی: Neufraunhofen) یک شهر در آلمان است که در بایرن واقع شده‌است.

## خصوصیات
نویفراونهوفن ۱۷٫۹۴ کیلومترمربع مساحت دارد ۴۹۵ متر بالاتر از سطح دریا واقع شده‌است.